# 小扎湖
小扎湖是一个位于中国湖北省汉阳县的湖泊，面积约为8.32平方千米，平均水深约为2米，蓄水量约为1100万立方米。